# Grand Prix de Nice

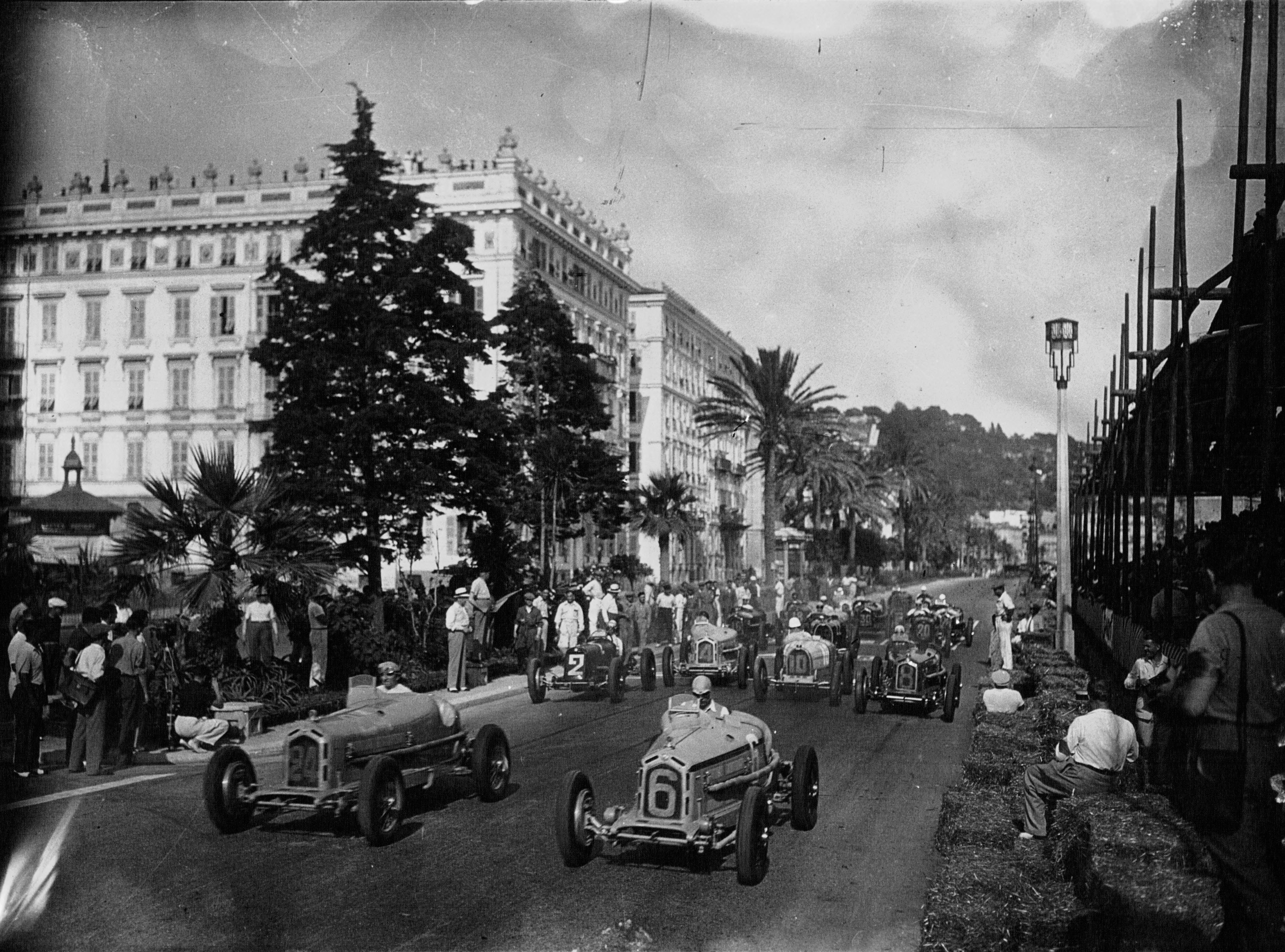
Start zum Grand Prix de Nice 1933

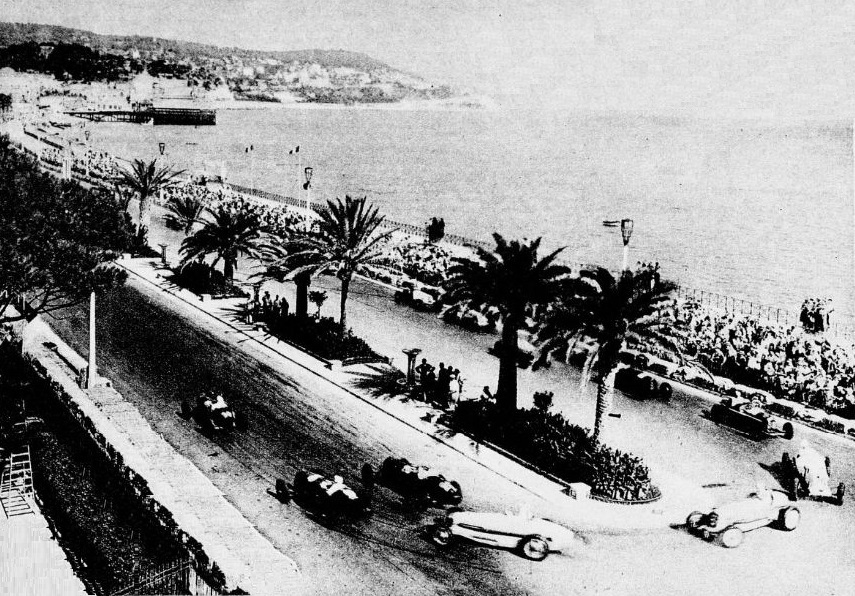
Grand Prix de Nice 1935

Der Grand Prix de Nice (auch Grand Prix automobile de Nice; deutsch: Großer Preis von Nizza) war eine Automobilrennsportveranstaltung, die zwischen 1932 und 1947 insgesamt 6-mal im französischen Nizza ausgetragen wurde.

## Strecke
Der Grand Prix de Nice wurde auf dem Straßenkurs Circuit de la Promenade des Anglais im Zentrum von Nizza entlang der Strandpromenade Promenade des Anglais ausgetragen. Die Strecke hatte 1932 eine Länge von 3,228 km, ab 1933 war sie 3,214 km lang. Der Circuit de la Promenade des Anglais war sehr eng, bestand aus einer Langen Geraden, zwei Haarnadelkurven und einem Teil des Jardin Albert Premier.

## Geschichte
Bereits 1901 begründete Nizza mit dem Rennen Nizza–Salon–Nizza seine Motorsporttradition.
Im Jahr 1932 begann der Automobile Club de Nice mit der Austragung eines eigenen Grand-Prix-Rennens, das in diesem Jahr noch Circuit de Vitesse de Nice hieß. Ab 1933 wurde das Rennen offiziell als Grand Prix de Nice ausgetragen. 
1932 siegte der Monegasse Louis Chiron auf einem privat eingesetzten Bugatti T51. 1933 gewann der italienische Spitzenfahrer Tazio Nuvolari auf einem privaten Maserati 8CM. Ein Jahr Später war dessen Landsmann Achille Varzi auf einem Alfa Romeo Tipo B der Scuderia Ferrari siegreich. 1935 feierte Nuvolari seinen zweiten Sieg – mittlerweile auch auf einem Alfa Romeo Tipo B des Teams von Enzo Ferrari unterwegs.
Als nach dem Zweiten Weltkrieg die Rennaktivitäten in Europa wieder aufgenommen wurden, war der Grand Prix de Nice am 22. April 1946 das erste international besetzte Rennen. Die beiden Nachkriegsauflagen gewann der Italiener Luigi Villoresi auf Maserati 4CL der Scuderia Milano respektive der Scuderia Ambrosiana.

## Ergebnisse
| Auflage | Datum           | Klasse                   | Sieger                      | Zweiter                       | Dritter                          | Pole-Position                 | Schnellste Rennrunde                                   |
| ------- | --------------- | ------------------------ | --------------------------- | ----------------------------- | -------------------------------- | ----------------------------- | ------------------------------------------------------ |
| I       | 31. Juli 1932   | GP                       | Louis Chiron (Bugatti)      | Raymond Sommer (Alfa Romeo)   | René Dreyfus (Bugatti)           | Benoît Falchetto (Alfa Romeo) | René Dreyfus (Bugatti) und Raymond Sommer (Alfa Romeo) |
| II      | 6. August 1933  | GP                       | Tazio Nuvolari (Maserati)   | René Dreyfus (Bugatti)        | Guy Moll (Alfa Romeo)            | Tazio Nuvolari (Maserati)     | Tazio Nuvolari (Maserati)                              |
| III     | 19. August 1934 | GP                       | Achille Varzi (Alfa Romeo)  | Philippe Étancelin (Maserati) | Carlo Felice Trossi (Alfa Romeo) | René Dreyfus (Bugatti)        | Tazio Nuvolari (Maserati)                              |
| IV      | 18. August 1935 | GP                       | Tazio Nuvolari (Alfa Romeo) | Louis Chiron (Bugatti)        | René Dreyfus (Alfa Romeo)        | Tazio Nuvolari (Alfa Romeo)   | Tazio Nuvolari (Alfa Romeo)                            |
|         | 1936 bis 1945   | Kein Grand Prix de Nice. | Kein Grand Prix de Nice.    | Kein Grand Prix de Nice.      | Kein Grand Prix de Nice.         | Kein Grand Prix de Nice.      | Kein Grand Prix de Nice.                               |
| V       | 22. April 1946  | GP                       | Luigi Villoresi (Maserati)  | Raymond Sommer (Alfa Romeo)   | Eugène Chaboud (Delahaye)        | Luigi Villoresi (Maserati)    | Raymond Sommer (Alfa Romeo)                            |
| VI      | 20. Juli 1947   | GP                       | Luigi Villoresi (Maserati)  | Jean-Pierre Wimille (Gordini) | Fred Ashmore / Reg Parnell (ERA) | Luigi Villoresi (Maserati)    | Raymond Sommer (Maserati)                              |

| Legende   | Legende                                                                                              | Legende                                                     |
| Abkürzung | Klasse                                                                                               | Kommentar                                                   |
| --------- | --- | ----------------------------------------------------------- |
| F1        | Formel 1                                                                                             | Formel-1-Weltmeisterschaft ab 1950                          |
| F2        | Formel 2                                                                                             |                                                             |
| FL        | Formula libre                                                                                        | Fahrzeugklasse in der Regel vom Veranstalter ausgeschrieben |
| SW        | Sportwagen                                                                                           |                                                             |
| TW        | Tourenwagen                                                                                          |                                                             |
| GP        | Grand-Prix-Fahrzeuge                                                                                 |                                                             |
|           | ↓ Durchgehende graue Linien zeigen an, wann in der Geschichte auf einem neuen Kurs gefahren wurde. ↓ |                                                             |
|           | |                                                             |
|           | Einträge mit hellrotem Hintergrund waren keine Läufe zur Automobil- bzw. Formel-1-Weltmeisterschaft. |                                                             |
|           | Einträge mit gelbem Hintergrund waren Läufe zur Europameisterschaft.                                 |                                                             |

## Verweise